# Metronom Eisenbahngesellschaft
De metronom (afgekort: ME) is een private spoorwegonderneming met het hoofdkantoor in Uelzen en met dagelijks 100.000 reizigers ondertussen de grootste private spoorwegonderneming van Duitsland. De maatschappij is in het reizigersverkeer actief en gebruikt uitsluitend dubbeldekstreinen van Bombardier op de verbindingen Hamburg - Cuxhaven, Hamburg - Bremen, Hamburg - Lüneburg - Uelzen, Hannover - Celle - Uelzen evenals Hannover - Northeim - Göttingen. De dochtermaatschappij van metronom, Enno, rijdt treinen op de verbindingen Hannover - Wolfsburg en Hildesheim - Braunschweig - Wolfsburg.

## Achtergrond

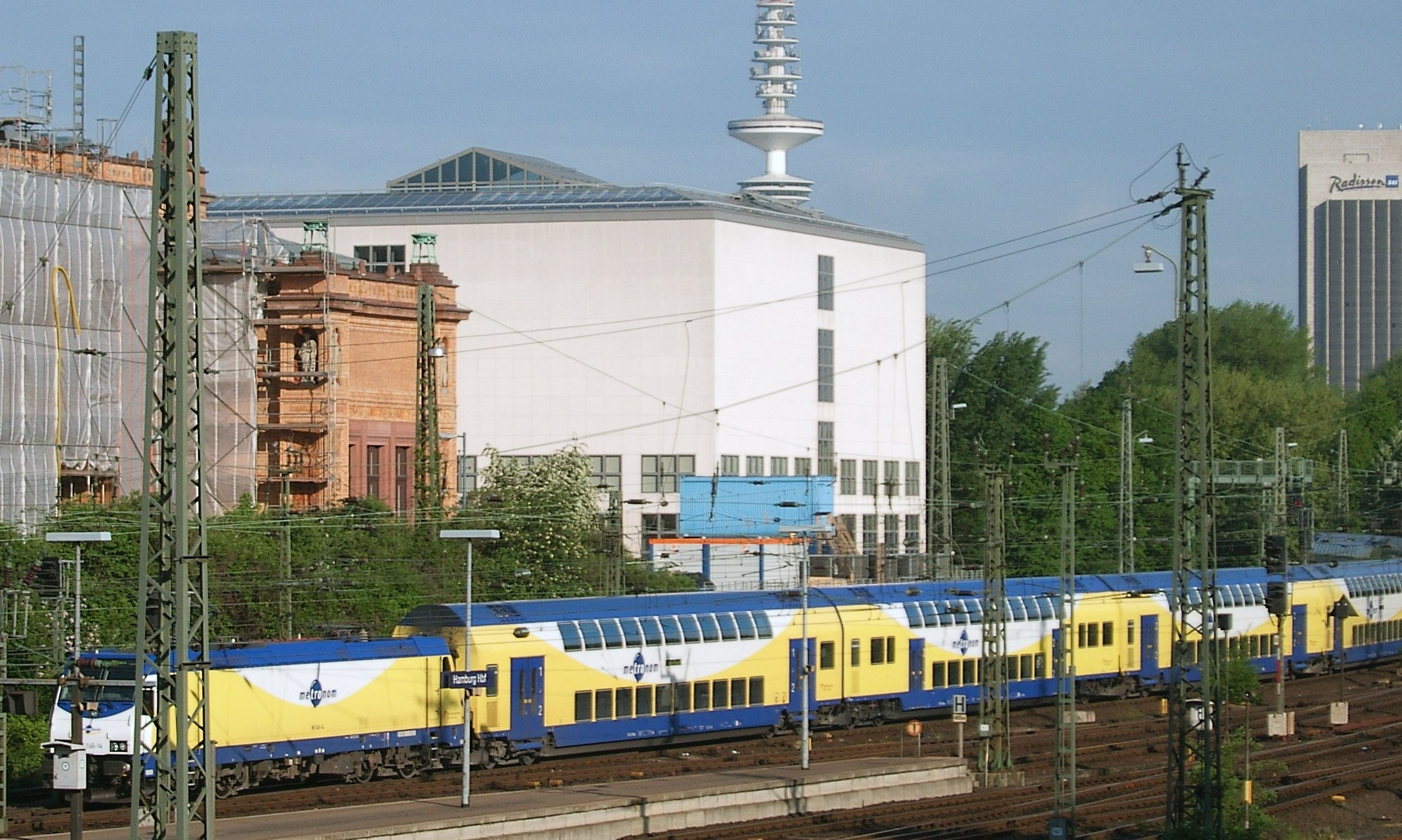
Metronom rijdt Hamburg Hauptbahnhof (noordzijde) binnen (2006)

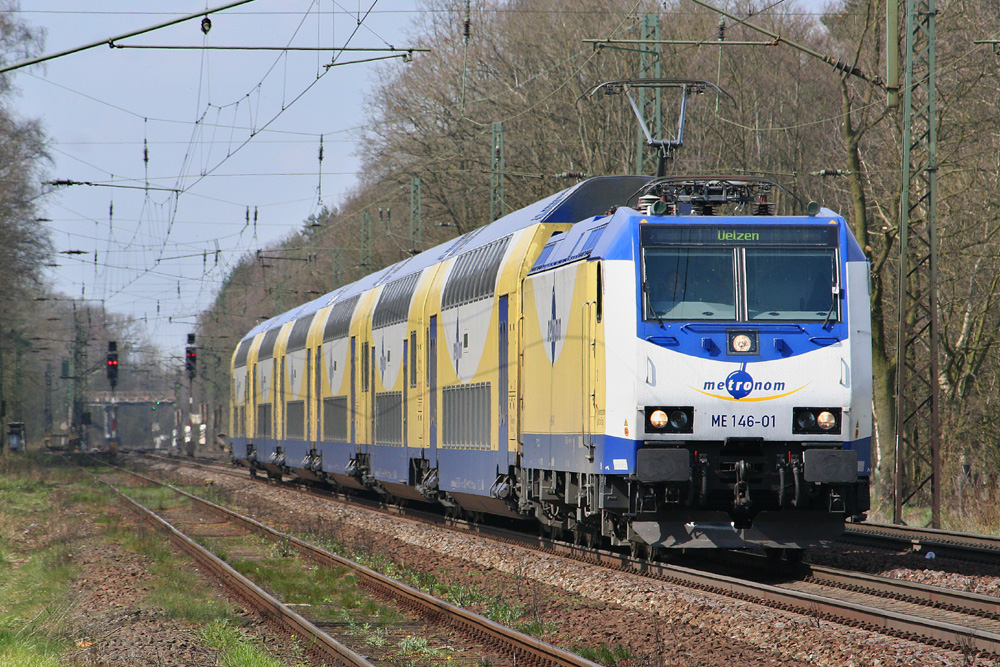
Lok ME 146-01 bij het passeren van Radbruch (2008)

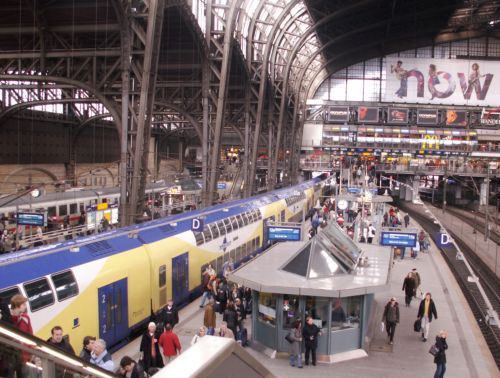
Metronom in Hamburg Hauptbahnhof (2006)

Eind jaren 90 besloten de drie betrokken deelstaten Nedersaksen, Hamburg en Bremen, de Regional-Express-lijnen Hamburg - Bremen en Hamburg - Uelzen, die gereden werden door DB Regio, te laten exploiteren door een eigen opgezette spoorwegonderneming. Het veranderen van vervoerder zou gelijktijdig voor een aanbodverbetering zorgen in vorm van langere treinen en betere service.
In februari 2002 werd de onderneming onder de naam MetroRail opgericht. In de herfst van 2003 moest de onderneming na een kort geding van de METRO Group haar naam MetroRail en logo veranderen. Hierdoor is de huidige naam metronom ontstaan. De aandeelhouders van metronom is tot heden onveranderd en bestaan uit de volgende ondernemingen:
- NiedersachsenBahn GmbH (69,9 %);
- BeNEX GmbH (een dochter van de Hamburger Hochbahn; 25,1 %);
- Bremer Straßenbahn AG (5,0 %).

De NiedersachsenBahn fungeert als werkmaatschappij voor metronom. NiedersachsenBahn is een samenwerking van de Osthannoversche Eisenbahnen (60%; OHE) uit Celle en de EVB (40 %) uit Zeven.
In april 2007 werd de meerderheid van de aandelen OHE van Nedersaksen, de Bondsrepubliek Duitsland en de DB Regio na een bieding aan Arriva-Bachstein GmbH verkocht (sinds 23 maart 2011 Netinera Bachstein GmbH). Netinera (vroeger Arriva Deutschland) heeft hierin een aandeel van 86%. Indirect bezit Netinera 30,7% in het kapitaal van metronom en is daarmee de grootste aandeelhouder.
Vanaf 14 december 2003 reed metronom voor het eerst op de verbindingen Hamburg - Bremen en Hannover - Uelzen.
Sinds 2010 is metronom met 9,3 miljoen treinkilometers en meer dan 100.000 reizigers per dag de grootste private spoorwegonderneming van Duitsland. In 2015 richtte metronom de dochteronderneming enno op voor de exploitatie van twee lijnen in de Metropolregion Hannover-Braunschweig-Göttingen-Wolfsburg.

### Werkplaatsen

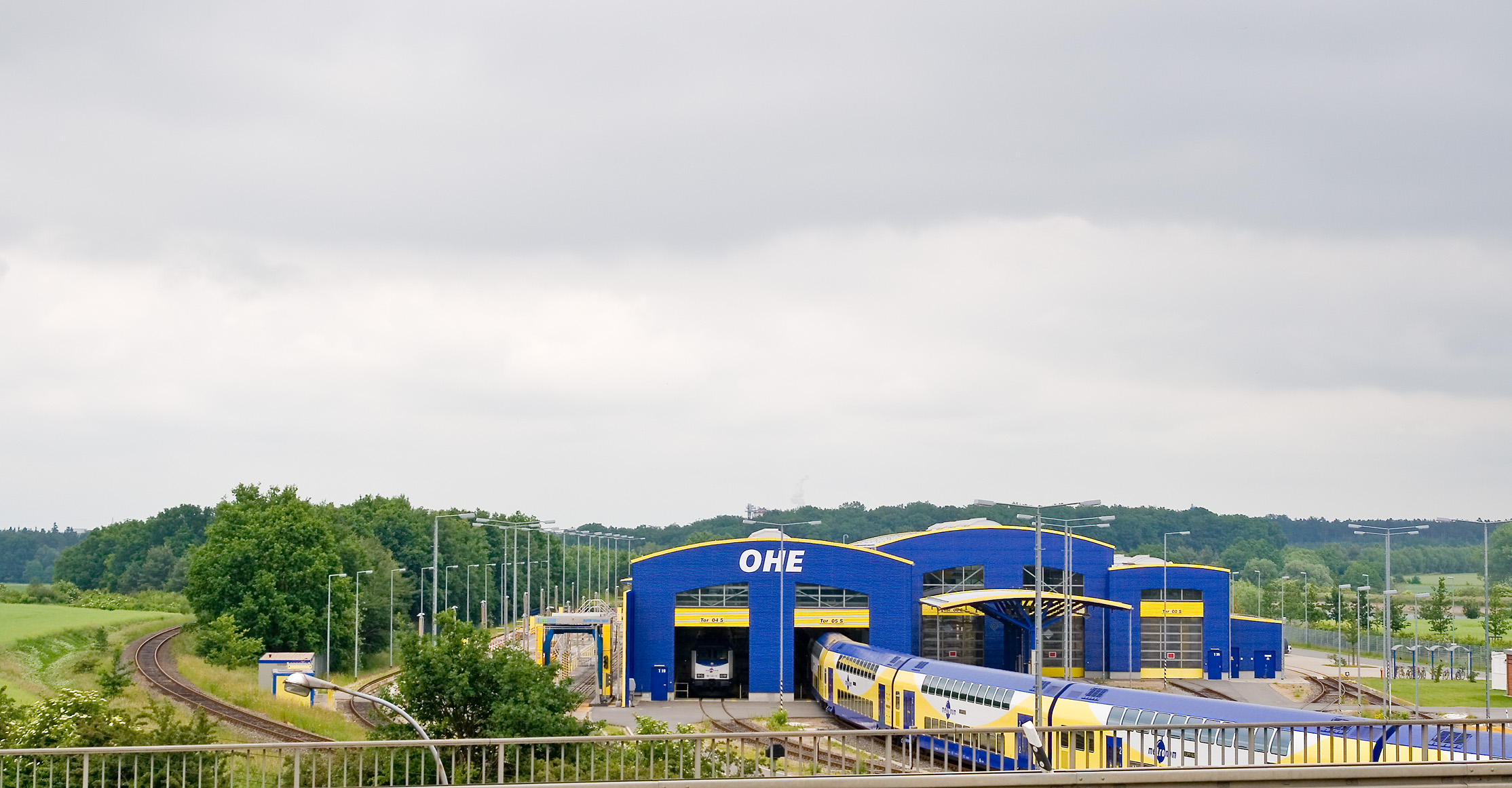
OHE-onderhoudsbedrijf in Uelzen bij de "Dannenberger boog" (2007)

Metronom heeft geen treinen in bezit, de spoorwegmaatschappij is exploitatieverantwoordelijke. Dit houdt in dat het bedrijf verantwoordelijk is voor een betrouwbare en veilige exploitatie van het hele spoorwegbedrijf. Alle locomotieven en rijtuigen worden in het onderhoudsbedrijf Uelzen door personeel van de OHE in opdracht van de fabrikant Bombardier onderhouden. Dit onderhoudsbedrijf werd speciaal hiervoor gebouwd en bevindt zich ten noorden van Uelzen in de "Dannenberger boog".
Het onderhoud aan de treinen die op het traject Hamburg - Cuxhaven (Niederelbebahn) rijden wordt uitgevoerd door de EVB in Bremervörde. Daarvoor worden de treinen over de spoorlijn Stade - Bremervörde overgebracht, de treinen worden overgebracht net voor of net na de inzet. Per keer worden twee treinstammen gekoppeld. De controle van de onderhouden treinen van metronom ligt ook hier bij de OHE. Vanuit Celle controleren medewerkers van de OHE de gehele exploitatie en nemen zij bij onregelmatigheden (bijvoorbeeld vertragingen, versperringen, personeelsuitval en defecte treinen) de nodige maatregelen.

## Actuele exploitatie

### Lijnennetwerk

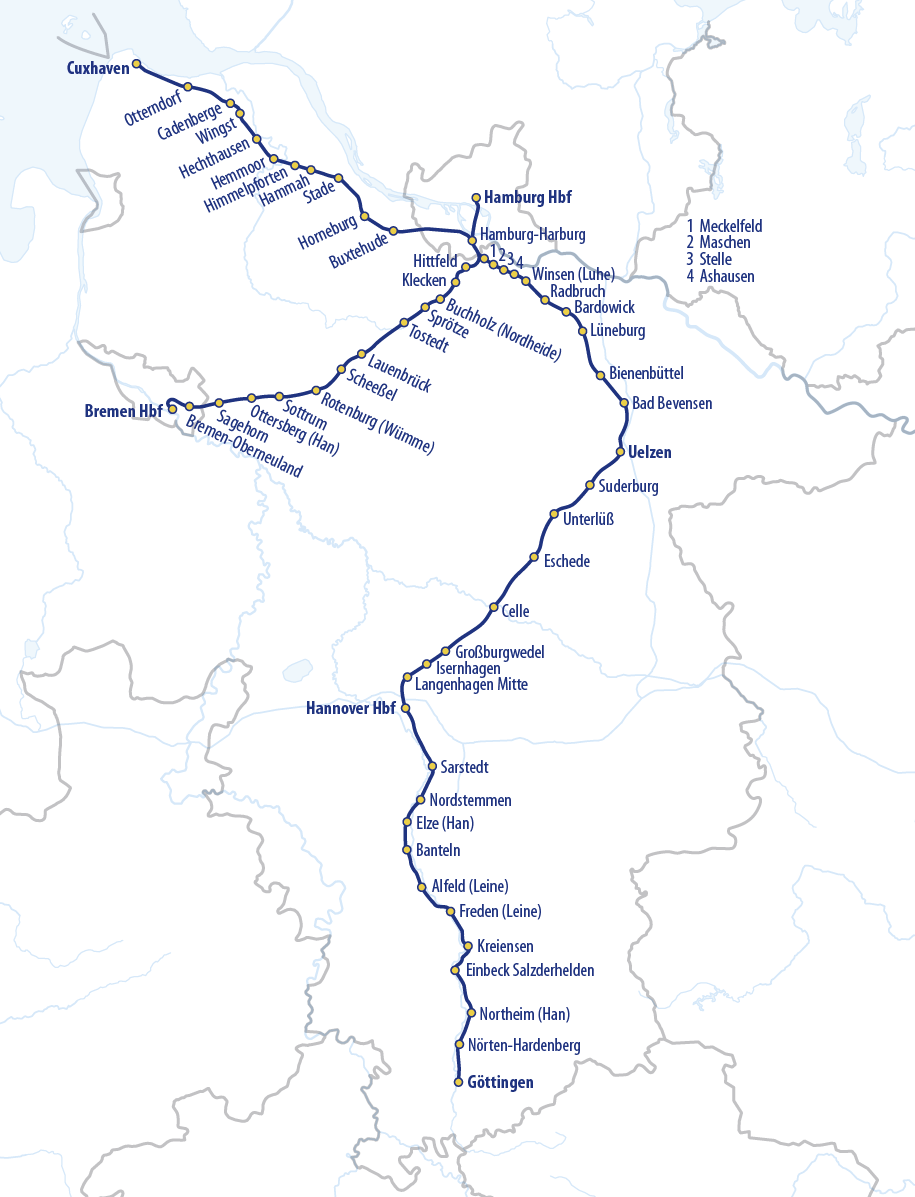
Het lijnennetwerk van metronom. De diensten van enno zijn niet aangegeven. (stand: september 2013)

Door de invoering van lijnnummers in Nedersaksen bij de nieuwe dienstregeling van 2015 nam metronom deze lijnnummers over. Deze werden afgedrukt in de dienstregelingen en zijn ook op de treinen zichtbaar.
| Serie | Treinsoort                  | Route | Bijzonderheden |
| ----- | --------------------------- | --- | -------------- |
| RE 2  | Regional-Express (metronom) | Uelzen – Celle – Hannover Hbf – Nordstemmen – Elze (Han) – Alfeld (Leine) – Kreiensen – Northeim (Han) – Göttingen |                |
| RE 3  | Regional-Express (metronom) | Uelzen – Lüneburg – Hamburg-Harburg – Hamburg Hbf                                                                  |                |
| RE 4  | Regional-Express (metronom) | Bremen Hbf – Rotenburg (Wümme) – Buchholz (Nordheide) – Hamburg-Harburg – Hamburg Hbf                              |                |
| RE 5  | Regional-Express (Start)    | Hamburg Hbf – Hamburg-Harburg – Buxtehude – Stade – Otterndorf – Cuxhaven                                          |                |
| RE 30 | Regional-Express (enno)     | Hannover Hbf – Lehrte – Gifhorn – Wolfsburg Hbf                                                                    |                |
| RE 50 | Regional-Express (enno)     | Hildesheim Hbf – Braunschweig Hbf – Wolfsburg Hbf                                                                  |                |
| RB 31 | Regionalbahn (metronom)     | Hamburg Hbf – Hamburg-Harburg – Maschen – Lüneburg                                                                 |                |
| RB 41 | Regionalbahn (metronom)     | Hamburg Hbf – Hamburg-Harburg – Buchholz (Nordheide) – Tostedt – Rotenburg (Wümme) – Bremen Hbf                    |                |

#### Hamburg - Bremen (Metronom Weser-Takt) en Hamburg - Uelzen (Metronom Elbe-Takt)
Sinds december 2003 wordt het traject tussen Bremen en Hamburg Hbf als regionale sneltrein bediend (Regional-Express; RE). De zevenjarige concessie is onderhands gegund aan metronom. Onderdeel van de concessie waren alleen de snellere RE-treinen, de Regionalbahn-treinen (RB; stoptrein) werden nog door DB Regio gereden. Metronom zet op deze lijnen in de regel treinstammen in met zes of acht dubbeldeksrijtuigen, waarbij het stuurstandrijtuig aan het noordelijke uiteinde zit. Bij de dienstregeling van 2011 werden ook de RB-treinen onderdeel van de concessie, met de naam MetronomRegional (MEr). De Landesnahverkehrsgesellschaft Niedersachsen (LNVG) noemde deze verkeersrelatie intern het Hanse-Netz.
Het aantal reizigers steeg in de eerste jaren (2004 en 2005) met meer dan 50 %. In 2005 werden 590 miljoen reizigerskilometers afgelegd. In het jaar 2003 (het laatste exploitatiejaar van DB Regio op deze lijn) lag het aantal reizigerskilometers op 393 miljoen.
Metronom mag tot december 2033 op deze lijnen blijven rijden.

#### Hannover - Göttingen (Metronom Leinetal-Takt) en Hannover - Uelzen (Metronom Aller-Takt)
Vanaf 11 december 2005 rijdt metronom elk uur op de lijn Uelzen - Hannover - Göttingen. De achtjarige concessie werd door metronom gewonnen via een Europese aanbesteding. De concessie was uitgeschreven door de deelstaat Nedersaksen en de Regio Hannover, met een optie tot verlenging tot december 2015. De treinstammen die metronom hier inzet zijn meestal zes dubbeldeksrijtuigen lang. Sinds de dienstregeling van 2010 stopt metronom niet meer op de stations Hannover Bismarckstraße, Hannover Messe/Laatzen (met uitzondering van evenementen), Rethen (Leine) en Barnten, waar er maar eenmaal per twee uur gestopt werd. Deze stations maken nu onderdeel van de S-Bahn van Hannover.
Na 100 exploitatiedagen werd de lijn door ongeveer 12.000 reizigers per dag gebruikt. Dit is een toename van 10 %. De punctualiteit steeg van 92 naar 95 %. Tot december 2010 en sinds december 2012 rijden enkele treinen het volledige traject tussen Göttingen en Hamburg.
Metronom mag tot december 2033 op deze lijnen blijven rijden.

#### Hamburg - Cuxhaven (Metronom Nordsee-Takt)
In oktober 2006 won metronom de verbinding tussen Hamburg en Cuxhaven (Niederelbebahn), met een waarde van 1,4 miljoen treinkilometers per jaar. De concessie begon op december 2007 en duurde tot december 2018 (inclusief een driejarige verlenging). Metronom was de enige bieder op de aanbesteding, waarin rijtuigen uit de materieelpool van de deelstaat was voorzien.
De lijn is 115 kilometer lang en tussen Stade en Cuxhaven niet geëlektrificeerd. Hiervoor worden de bekende metronom-dubbeldekstreinen ingezet met nieuw ontwikkelde diesellocomotieven type Baureihe 246.
Een aanbesteding voor de periode na december 2018 werd door DB Regio gewonnen. 

#### MetronomRegional Hamburg - Lüneburg en Hamburg - Bremen
Vanaf december 2007 worden de Regionalbahn-lijnen Hamburg - Lüneburg en Hamburg - Tostedt onder de productnaam "MetronomRegional" (MEr, tot 2010) gereden. Beide lijnen werden in kader van één concessie aanbesteed, waarop alleen metronom geboden had.
Vanaf december 2010 werd in kader van een nieuwe aanbesteding die huidige verbinding Hamburg - Tostedt verlengd naar Bremen. Dit project werd in eerste instantie omgedoopt tot Metropolenbahn en kreeg later de naam Hanse-Netz. Daarnaast won metronom ook de concessie voor de stoptreinen tussen Bremen en Rotenburg (Wümme) en nam deze op december 2010 over van DB Regio.
In december 2012 werd de MetronomRegional op alle dienstregelingen hernoemd in "Metronom - Zug hält überall" (trein stopt overal), een jaar laar later werden alle voormalige merknamen verwijderd en door een looptekst op de displays ("hält überall" of "hält nicht überall") vervangen.
Door de invoering van lijnnummering in Nedersaksen bij de nieuwe dienstregeling van december 2015, ondersteund met de marketingslogan Ihre neue Nr. 1 - weniger voll, mehr Platz (Uw nieuwe nr. 1 - minder druk, meer plaats), kregen ze de nummers RB 31 en RB 41. Daardoor is het voor treinreizigers beter te herkennen of het om een Regional-Express (sneltrein) of een Regionalbahn (stoptrein) gaat.

#### Combitickets naar Helgoland en naar de Wadden
Sinds 2008 is er een samenwerking met de rederij FRS Helgoline een combinatieticket tussen 1 mei en 30 september onder de naam Metronom Atlantis. Dit combiticket houdt in een treinrit vanaf Hamburg met een directe aansluiting in Cuxhaven op de bus en boot naar Helgoland. Een ander aanbod is metronom regioMaris die geldt tot 31 oktober en bestaat uit een busrondrit in de omgeving van Cuxhaven (Cuxland) evenals de mogelijkheid om begeleid wad te lopen naar onder andere het eiland Neuwerk.

#### Elektro-Netz Niedersachsen Ost

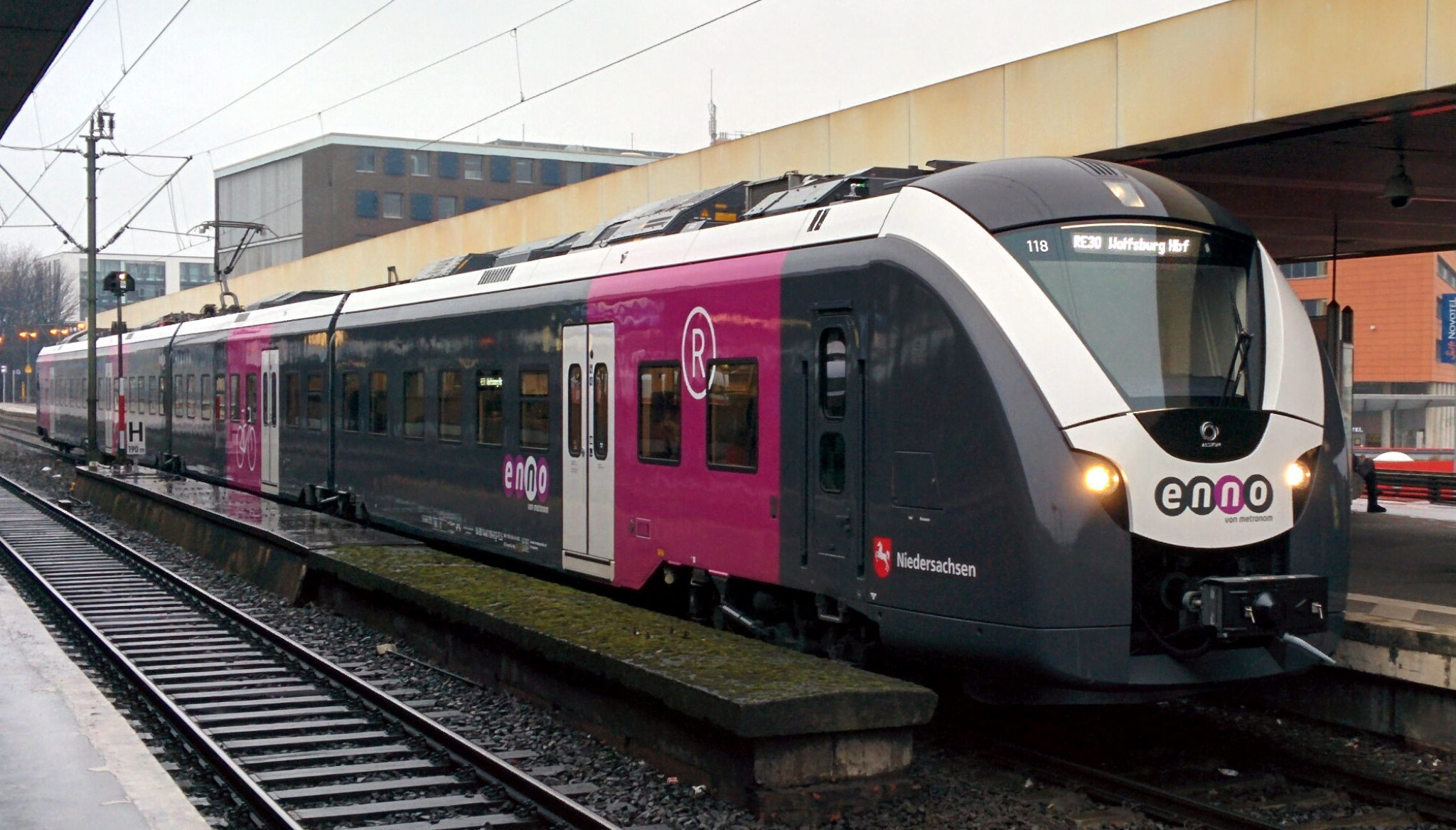
enno 1440-118 in Hannover Hbf

Op 6 augustus 2014 werd bekend dat metronom de aanbesteding van het Elektro-Netz Niedersachsen Ost ("ENNO"), die de lijnen Wolfsburg - Gifhorn - Hannover en Wolfsburg - Braunschweig - Hildesheim omvatten, gewonnen had. De concessie omvat 2,1 miljoen treinkilometers per jaar, begon in december 2015 en heeft een looptijd van 10 jaar. Hiervoor worden 20 elektrische treinstellen van het type Coradia Continental van de fabrikant Alstom, die de ZGB (Samenwerkingsverband Regio Braunschweig) uit eigen materieelpool beschikbaar stelde. De treinstellen hebben een waarde van meer dan € 100 miljoen. De exploitatie vindt plaats via de dochtermaatschappij enno Eisenbahngesellschaft, die zijn naam leent van de concessie.
Metronom mag tot december 2025 op deze lijnen blijven rijden. 

### Verbeteringen
De exploitatieovername door metronom op de spoorlijnen Hamburg - Bremen en Hamburg - Lüneburg - Uelzen werd gelijktijdig door de verandering een lang geplande aanbodsverbetering worden toegepast. De DB Regio-treinen waren door hun beperkte capaciteit (er werden vierdelige treinstellen gebruikt en soms zes dubbeldeksrijtuigen) vaak overvol en door de lange halteringstijd regelmatig vertraagd. Hier kwam bij dat het materieel frequent defect raakte, waarbij de maximumsnelheid van het gebruikte materieel (140 km/h) niet genoeg was om vertragingen in te lopen.
Om deze tekortkomingen te verhelpen, kreeg metronom nieuwe dubbeldeksrijtuigen van Bombardier. Daarbij werden de treinen verlengd tot zes of acht rijtuigen. De wagens hebben een verbeterde inrichting (leeslampen, snack- en drankautomaten), daarnaast zijn de nieuwe locomotieven sterker en sneller (160 km/h). De nieuwe treinen zorgden samen met de serviceverbeteringen in het eerste jaar voor een toename van de reizigers met 30 % en de punctualiteit werd gemiddeld 95 %. Een telling na het tweede jaar maakte duidelijk dat er 50 % meer reizigers van de Regional-Express-treinen gebruik maakten dan in de DB Regio tijd. Ondertussen zorgde het toegenomen forensenverkeer naar Hamburg voor overvolle treinen. Metronom begon in december 2012 met de "Sardinenzug-Kampagne" om regelmatige forensen te verplaatsen naar de minder drukke treinen.
Na het eerste exploitatiejaar op de verbindingen Hannover - Uelzen en Hannover - Göttingen was hier het aantal reizigers gestegen, tot 20 %. De metronom loste op deze verbinding, in tegenstelling tot de relaties Hamburg - Bremen en Hamburg - Uelzen, de veel oudere enkeldeks N-rijtuigen af. Hierdoor verbeterde op deze lijn ook de luchtvering en de klimaatbeheersing op de treinen. Ook op de Niederelbebahn (Hamburg - Cuxhaven) werden in de DB Regio tijd N-rijtuigen ingezet.
De metronom-treinen bereikten in september 2011 de grens van 50 miljoen treinkilometers. Sinds 6 oktober 2011 draagt een E-lok (146-18) en een diesellok (246-004) de tekst "50.000.000 km sicher mit dem Zug durch Niedersachsen" ("50.000.000 km veilig met de trein door Nedersaksen").

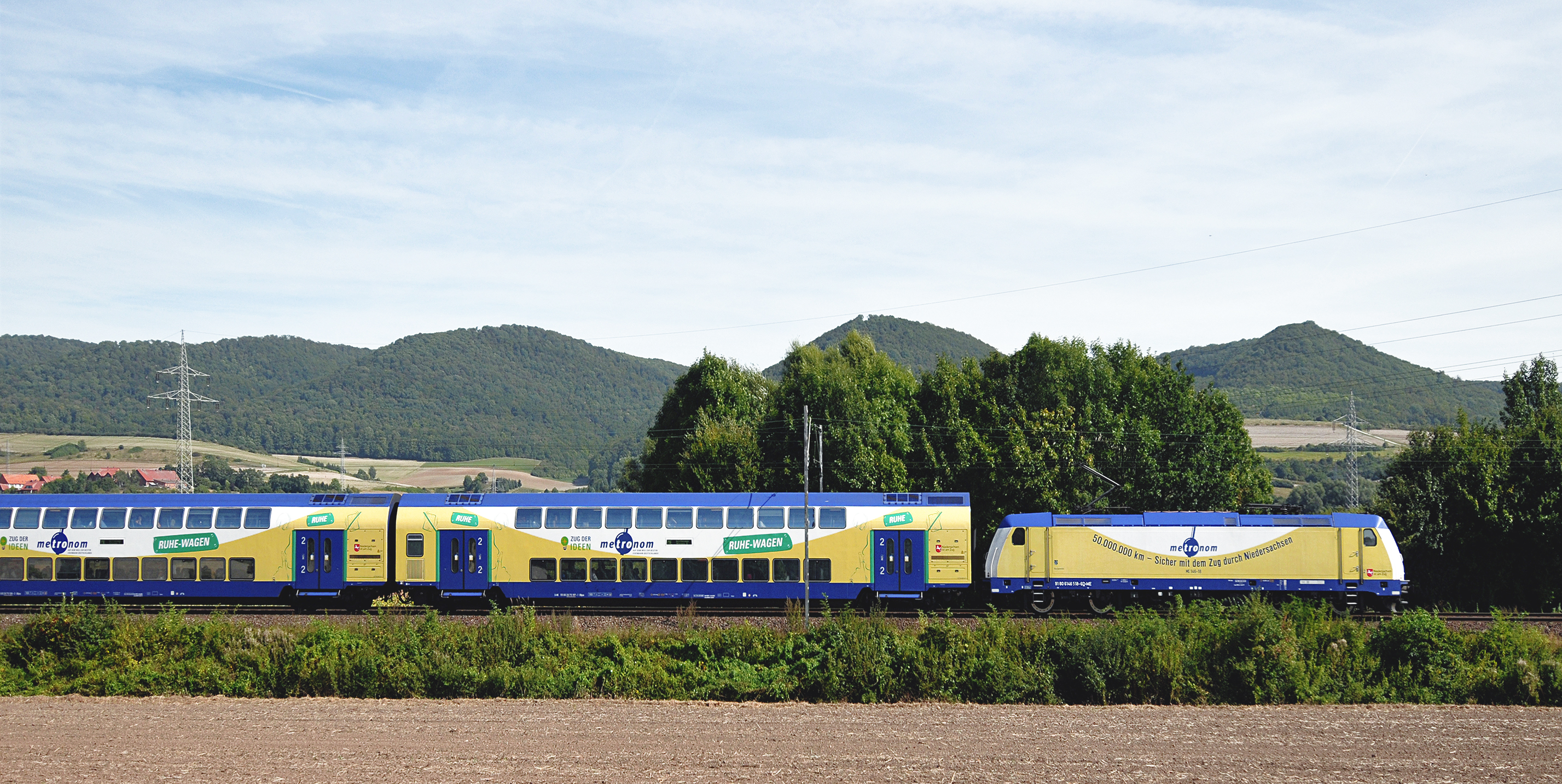
De "Zug der Ideen" (trein der ideeën)

Een ander punt is, dat metronom externe beveiligers (Securitas AB en SDS Uelzen) inzet, die 's avonds en 's nachts met de treinen meerijden en op opstelterrein de treinen beveiligen tegen vandalisme.

## Materieel
Tijdens een persconferentie op 3 juli 2003 werden de eerste tien dubbeldeksrijtuigen gepresenteerd.

### Inrichting

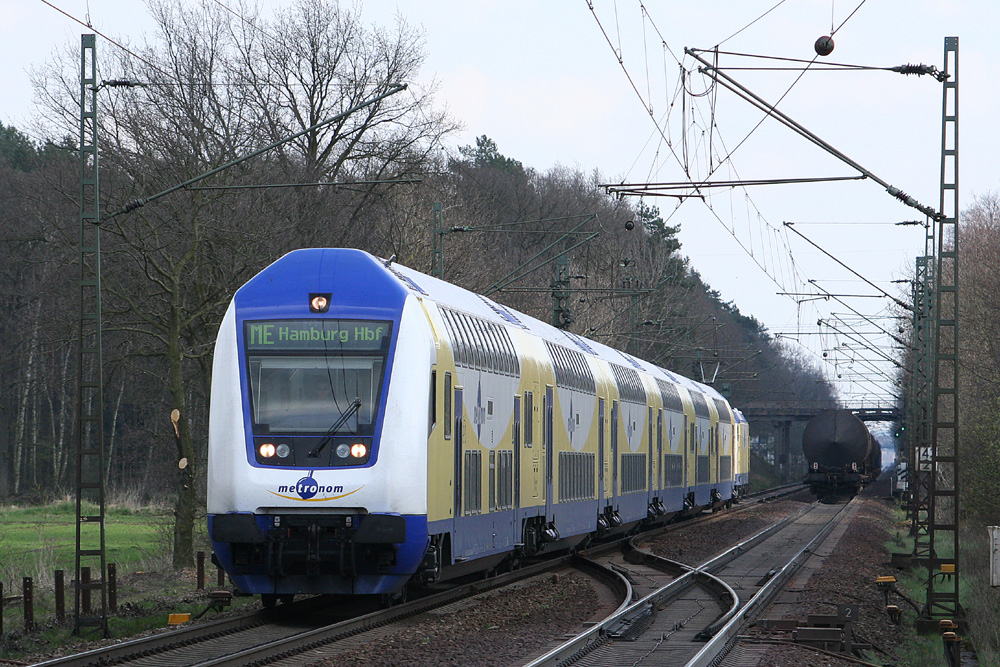
Stuurstandrijtuig van een metronom-trein in Radbruch (2008)

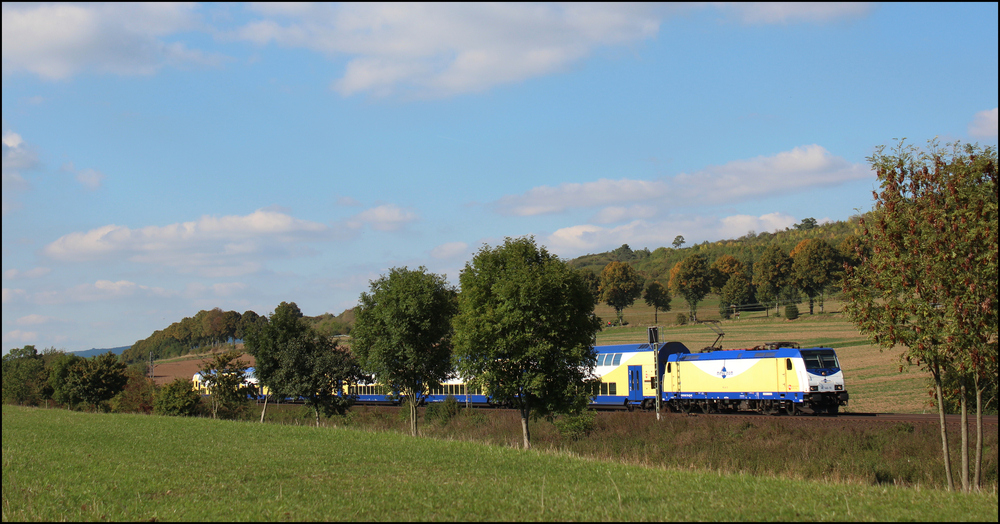
Metronom-trein op weg naar Göttingen (2013)

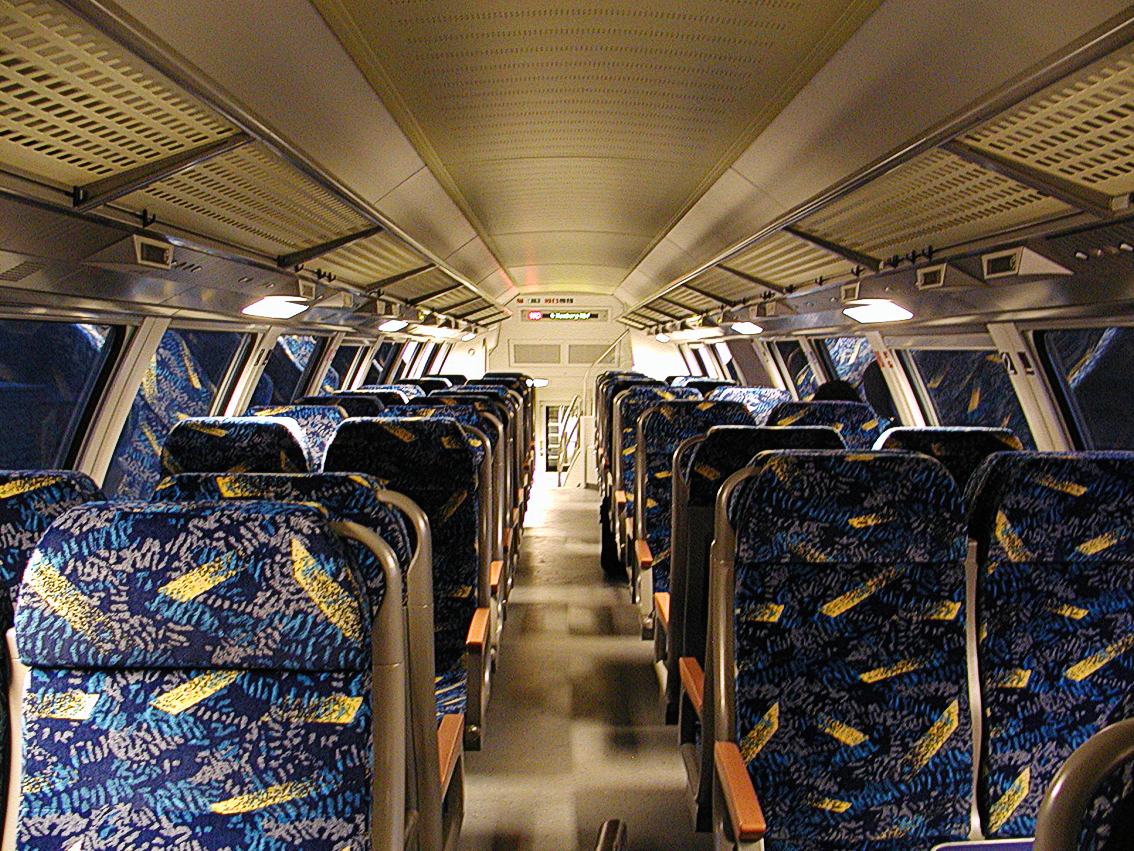
Interieur 2de klas (2007)

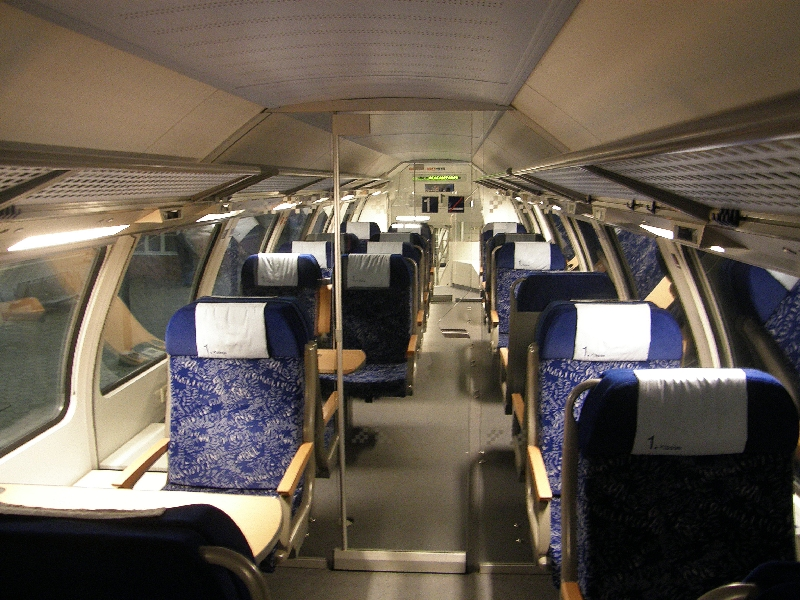
Interieur 1ste klas (2009)

In de treinen van metronom was het al verboden te roken voor het in heel Duitsland verboden werd. Metronom biedt de mogelijk om op de lijnen Hannover - Göttingen en Hannover - Uelzen gratis een vaste plaats te reserveren voor forensen, rolstoelgebruikers en fietsgroepen. In elke trein is er een "bistro" waar er een drank- en snackautomaat bevindt, elke rijtuig heeft een volautomatische klimaatbeheersing en luchtveringen.
Voor minder valide reizigers bevinden zich in het stuurstandrijtuig een multifunctionele afdeling met een toegankelijk toilet. Het rijtuig is via een uitklapbaar oprijplaat te bereiken, wat in- en uitstappen vergemakkelijkt. Desalniettemin kan niet op elk station ingestapt worden door rolstoelgebruikers omdat deze nog niet toegankelijk gemaakt zijn (bijvoorbeeld het ontbreken van een lift).
De maximumsnelheid van de treinen is 160 km/h, wat zich onderscheidt van de meeste andere regionale treinen die vaak niet sneller rijden dan 140 km/h, wat op het traject Hannover - Uelzen acht tot elf minuten bespaart en op het traject Hannover - Göttingen zeven minuten in vergelijking met de vorige vervoerder. Zo kon voor het eerst op alle ICE-treinen in Göttingen aansluiting worden geboden. Op het trajectdeel Hannover - Göttingen rijdt metronom met dezelfde snelheid als de Intercity's van de Deutsche Bahn.
Door de groeiende vraag naar fietsenplaatsen in de treinen zijn op het onderste dek van enkele rijtuigen alle zitplaatsen verwijderd voor fietsenplaatsen. Sinds 2006 zet metronom in de zomer rijtuigen in met meer fietsenplaatsen. Deze dubbeldeksrijtuigen beschikken in tegenstelling tot andere rijtuigen over een lagere instap zodat fietsers makkelijker het onderste dek kunnen bereiken. In de herfst worden de fietsenplaatsen verwijderd en zitplaatsen weer teruggezet.
In mei 2006 zijn 18 nieuwe fietsrijtuigen (Type DBdpza) in gebruik genomen, die tot 30 extra fietsplaatsen in het onderste dek kunnen aanbieden.

### Locomotieven en rijtuigen
De floot van metronom bestaat uit 29 elektrische locomotieven Bombardier TRAXX P160 AC (ME 146-01 tot -10) Bombardier TRAXX P160 AC2 (ME 146-11 tot -18 en 146 531-539) en 8 diesellocomotieven Bombardier TRAXX P160 DE (Baureihe 216) die binnen 700 dagen speciaal voor de lijn Hamburg - Cuxhaven ontwikkeld is. Daarnaast zijn er nog meer dan 220 dubbeldeksrijtuigen van de derde generatie (type "Görlitz"), die evenals door Bombardier gebouwd zijn. Al het materieel komt uit de materieelpool van de LNVG. Het materieel wordt voor de duur van de concessie gehuurd en is door de LNVG voorzien van de kleuren blauw, wit en geel. Dit kleurschema is ook binnen in de trein te vinden en ook op de kaartenautomaten. Hierdoor wordt het materieel duidelijk onderscheiden van het verkeersrood van DB Regio.

#### Namen van de metronom-locomotieven

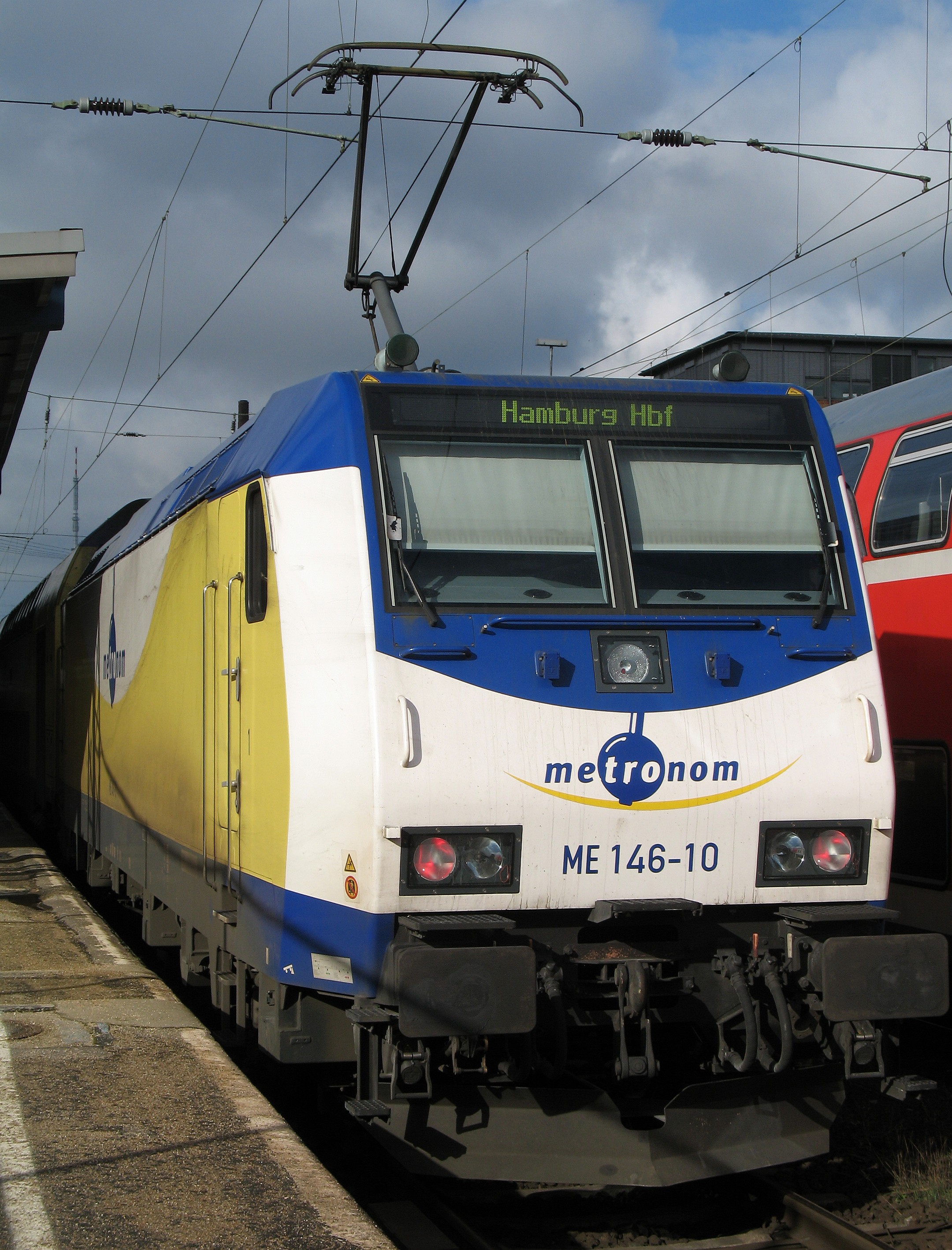
Locomotief ME 146-10 "Bad Bevensen" in Bremen Hbf (2007)

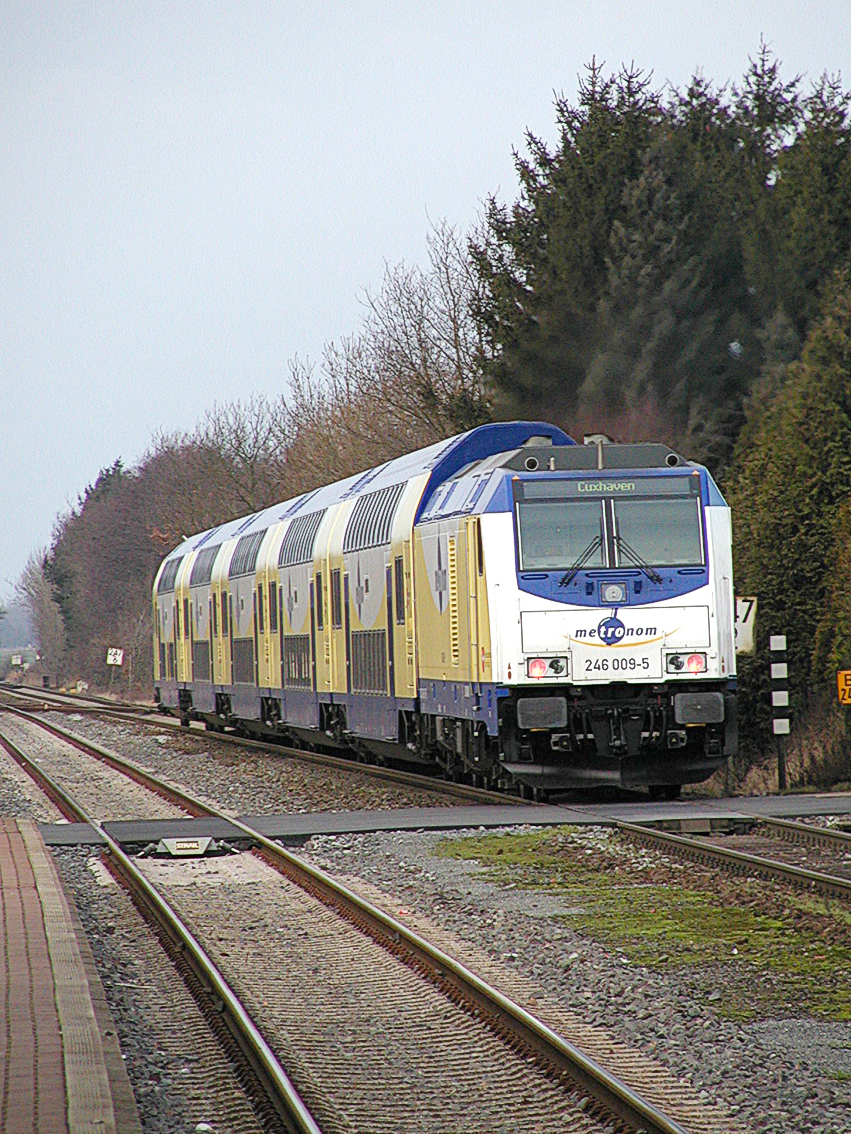
Locomotief 246 009-5 op weg naar Cuxhaven (2007)

Alle locomotieven zijn voorzien van een naam van een stad of station die langs de lijnen van metronom liggen. De volgende namen worden gebruikt:
| Locomotief | Naam                      | Bijzonderheden                                                     |
| ---------- | ------------------------- | ------------------------------------------------------------------ |
| ME 146-01  | Scheeßel                  |                                                                    |
| ME 146-02  | Hansestadt Lüneburg       |                                                                    |
| ME 146-03  | Bienenbüttel              |                                                                    |
| ME 146-04  | Buchholz in der Nordheide |                                                                    |
| ME 146-05  | Rotenburg (Wümme)         | Speciale markering: "10 Jahre Metronom"                            |
| ME 146-06  | Winsen (Luhe)             |                                                                    |
| ME 146-07  | Lauenbrück                |                                                                    |
| ME 146-08  | Uelzen                    |                                                                    |
| ME 146-09  | Tostedt                   |                                                                    |
| ME 146-10  | Bad Bevensen              |                                                                    |
| ME 146-11  | Einbeck                   |                                                                    |
| ME 146-12  | Northeim                  |                                                                    |
| ME 146-13  | Alfeld (Leine)            |                                                                    |
| ME 146-14  | Sarstedt                  |                                                                    |
| ME 146-15  | Elze                      |                                                                    |
| ME 146-16  | Celle                     |                                                                    |
| ME 146-17  | Langenhagen               | Speciale markering: "10 Jahre Metronom"                            |
| ME 146-18  | Burgwedel                 | Mijlpaal: 50.000.000 km (ondertussen gewijzigd naar 75.000.000 km) |

| Locomotief   | Naam                | Bijzonderheden                       |
| ------------ | ------------------- | ------------------------------------ |
| ME 146 531-9 | Seevetal-Maschen    |                                      |
| ME 146-532-7 | Seevetal-Meckelfeld |                                      |
| ME 146-533-5 | Bardowick           |                                      |
| ME 146-534-3 | Seevetal-Hittfeld   |                                      |
| ME 146-535-0 | geen naam           | tijdelijk bestickerd als "Rizzi-lok" |
| ME 146-536-8 | geen naam           |                                      |
| ME 146-537-7 | Stelle              |                                      |
| ME 146-538-4 | Rosengarten-Klecken |                                      |
| ME 146-539-2 | geen naam           |                                      |
| ME 146-541-8 | geen naam           |                                      |
| ME 146-542-6 | geen naam           |                                      |
| 246 002-0    | Buxtehude           |                                      |
| 246 003-8    | Cuxhaven            |                                      |
| 246 004-6    | Stade               |                                      |
| 246 005-3    | Horneburg           |                                      |
| 246 006-1    | Hemmoor             |                                      |
| 246 007-9    | Himmelpforten       |                                      |
| 246 008-7    | Otterndorf          |                                      |
| 246 009-5    | geen naam           |                                      |

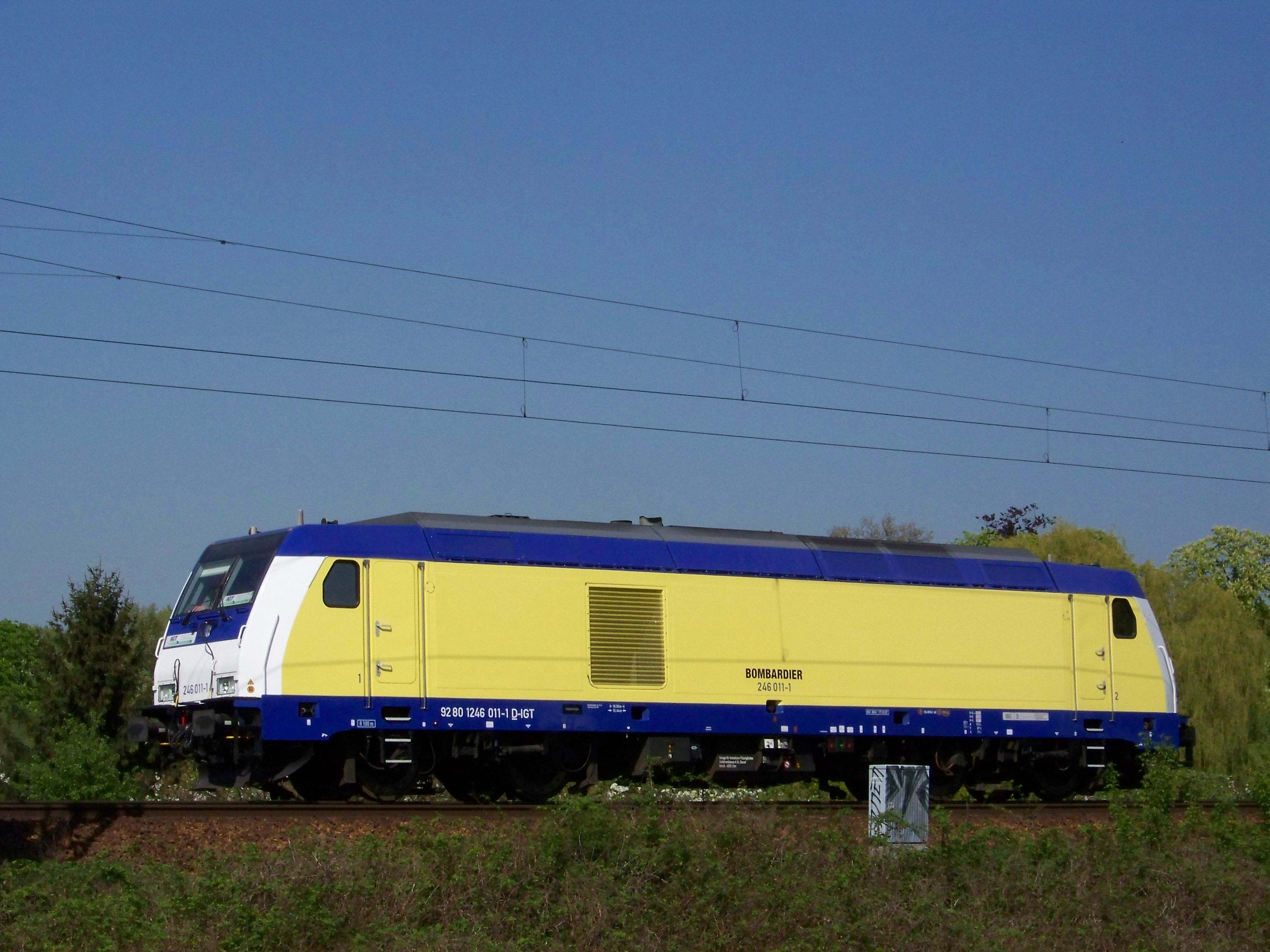
Locomotief 246 011-1 (2009)

De locomotief 246 011-1 droeg tot eind 2013 de kleuren van de LNVG, maar deze lok wordt niet planmatig door metronom gebruikt. Alleen bij langdurige uitval van de reguliere locomotieven wordt de LNVG-locomotief gebruikt.
De locomotief 246 001-2 is in oktober 2012 aan de Havelländische Eisenbahn verkocht, evenals lok 246 010-3.

## Klantentijdschrift
Metronom geeft zijn eigen tijdschrift uit, genaamd "momente". Deze verschijnt elk kwartaal in drukvorm en online. Het blad gaat ten eerste over metronom zelf evenals veranderingen in de dienstregeling, in de rijtuigen of iets dergelijks. Daarnaast staan er wetenswaardigheden in over metronom, reis- en tentoonstellingstips, actuele thema's evenals algemene berichten die bij het jaargetijde horen of spoorse aanbiedingen.